# اوتری (مورت-ا-موزل)
اوتری (به فرانسوی: Autrey) یک کمون در فرانسه است که در canton of Vézelise واقع شده‌است. اوتری ۶٫۱۶ کیلومتر مربع مساحت دارد ۲۹۰ متر بالاتر از سطح دریا واقع شده‌است.